# Loviatar
Loviatar, connue également sous les noms de Lovetar, Lovehetar, Louhetar, Louhiatar et Louhi, est la fille aveugle de Tuoni, le dieu de la mort dans la mythologie finnoise et de Tuonetar, la reine des enfers. Loviatar est considérée comme la déesse de la mort et de la maladie. Elle a été fécondée par le vent et a donné naissance à neuf fils, les neuf maladies. Dans certains poèmes, elle donne naissance à un dixième enfant qui est une fille. Elle est mentionnée dans la 45ème rune du Kalevala.

## Relation avec Louhi
Quand Elias Lönnrot a compilé le Kalevala, il a fait de Loviatar et de Louhi deux personnages différents. Cependant, dans les vieux poèmes populaires, les noms sont souvent utilisés de façon interchangeable. Certains poèmes précisent que Louhi est la mère des Neuf maladies et d'autres donnent à Loviatar le titre de « Maîtresse Prostituée de Pohjola ».